# Centro de exterminio nazi de Hadamar

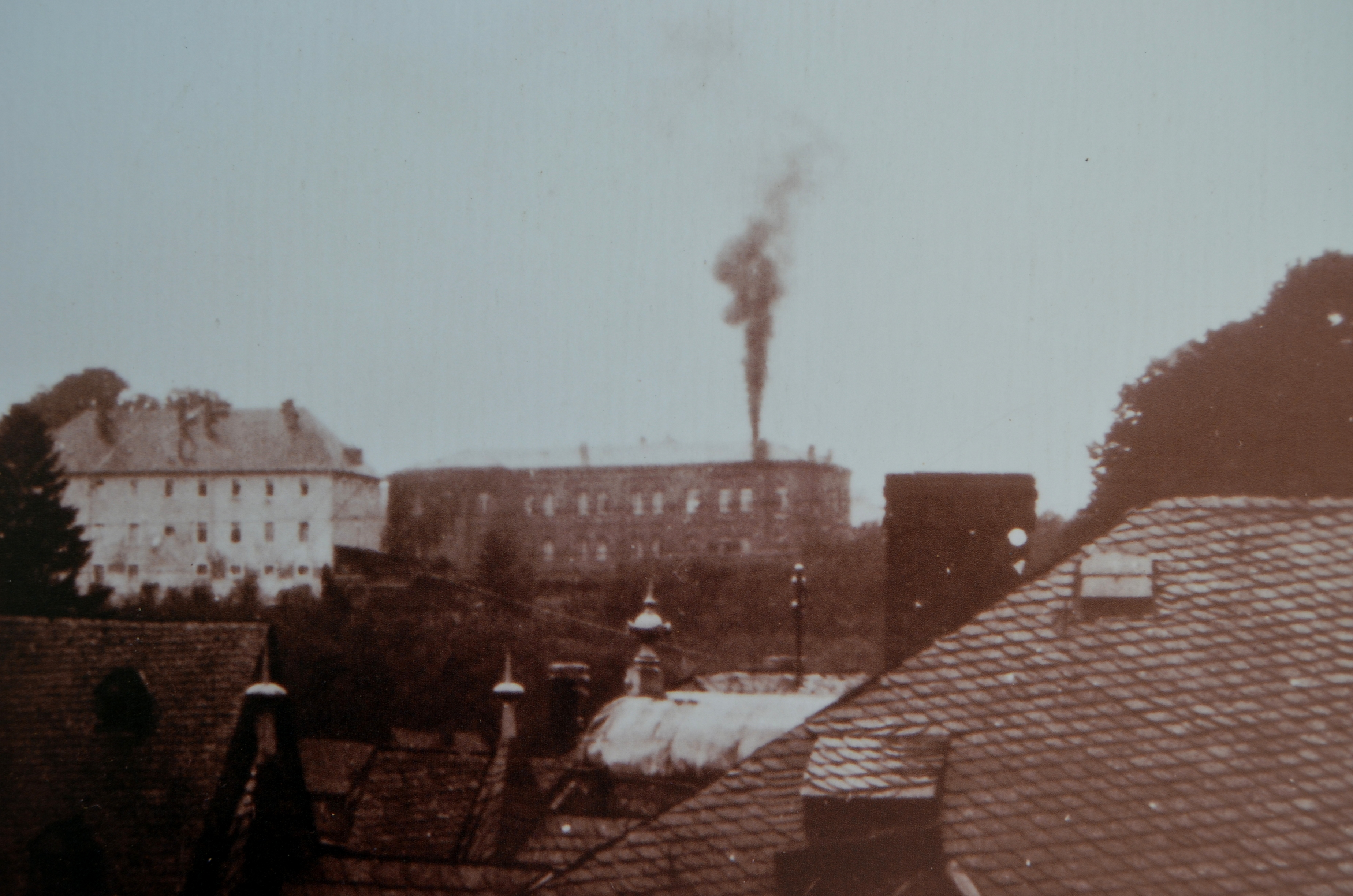
Foto de la época con el hospital al fondo y la chimenea

El Centro de exterminio nazi de Hadamar (en alemán: NS-Tötungsanstalt Hadamar) fue un hospital psiquiátrico localizado en Hadamar, Hesse y que estuvo activo entre 1941 y 1945.Las autoridades nazis utilizaron dicho centro a comienzos de 1939 como uno de los seis puntos del programa Aktion T4 en el que se realizaron asesinatos en masa de aquellos considerados "indeseables" para la sociedad y la raza alemana, en especial aquellos con discapacidades físicas y mentales. En total, se estima que fallecieron 200.000 personas, incluidos niños y prisioneros de campos de concentración de todos los territorios europeos ocupados. Estas acciones tenían el objetivo de salvaguardar las ideas eugenistas nazis sobre la pureza racial de acuerdo con investigadores alemanes de la época.
Aunque el Aktion T4 finalizó oficialmente en 1941, el programa de asesinatos continuó hasta 1945, año en el que se produjo la rendición de Alemania en la II Guerra Mundial.
Posteriormente, el hospital pasó a manos del sector estadounidense. Del día 8 al 15 de octubre de 1945 tuvo lugar el proceso judicial en el que fueron encausados el personal médico por asesinato en masa en los países aliados (principalmente de Polonia y otros estados). Estados Unidos tenía en este caso jurisdicción amparados en la ley internacional. Varios acusados fueron condenados y ejecutados. Un año después se produjo otra condena de un doctor y una enfermera, en esta ocasión, acorde con la ley alemana tras recomponerse el sistema judicial alemán.
A día de hoy, el hospital sigue en activo como clínica de psiquiatría forense. En la fachada del mismo centro se encuentra un memorial al igual que una exposición sobre el programa nazi.

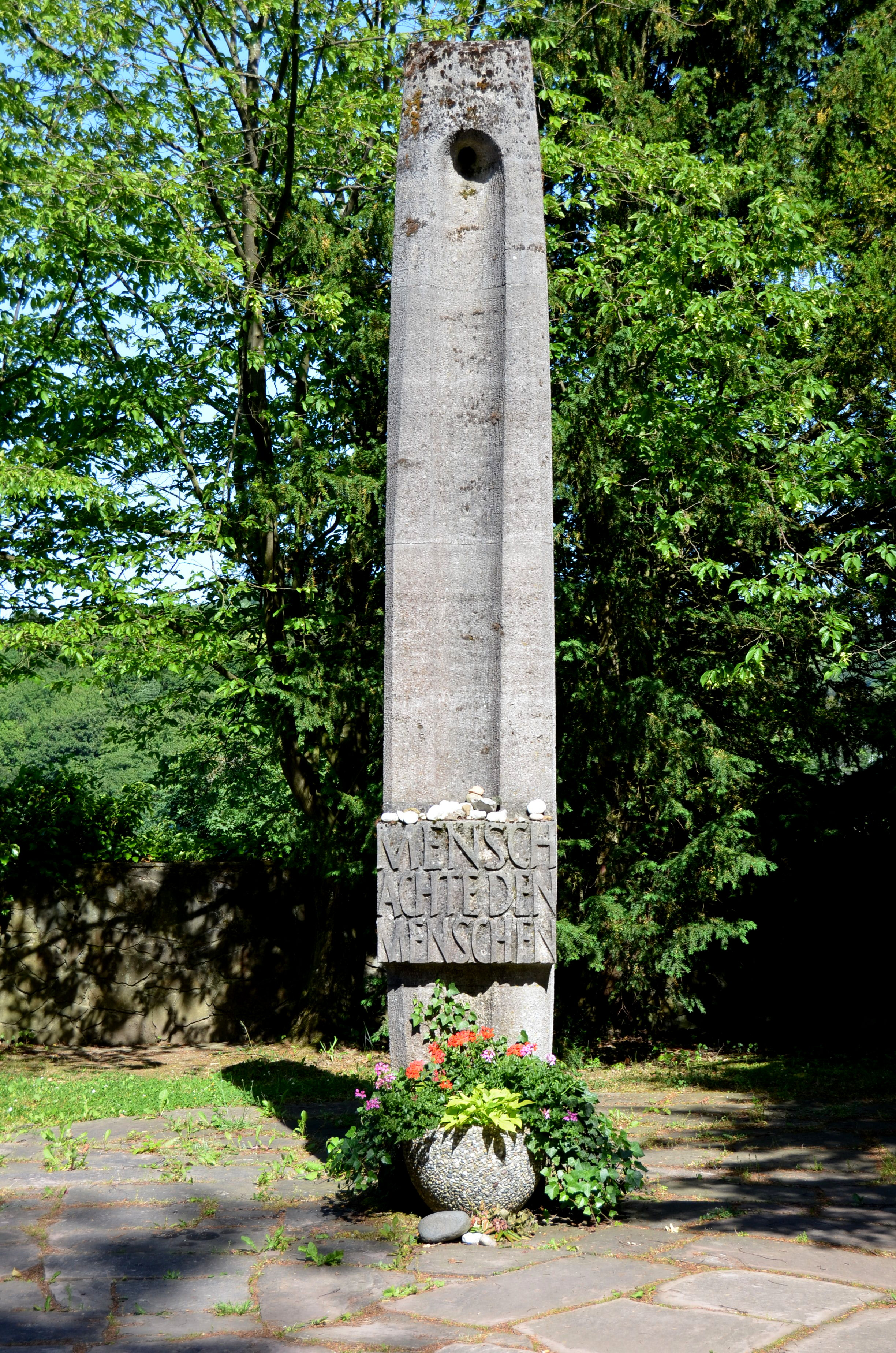
Monumento memorial

## Operaciones
Desde finales del siglo XIX, médicos y científicos han desarrollado teorías sobre la pureza racial basada en la eugenesia, concepto popular en la época y que abarcaba varios campos: sociología, historia, biología, antropología y genética. Paul Weindling explicó en 1989 que hubo varios elementos en Alemania desde la I Guerra Mundial preocupados por la "degeneración" de la pureza racial alemana y que culminó con la inauguración en 1927 del Instituto de Antropología, Genética Humana y Eugenesia Kaiser Wilhelm.
Aunque hubo demandas desde principio de los años 20 para que se aprobara la legislación sobre la esterilización y la eutanasia, estas opciones fueron rechazadas debido a que la eugenesia positiva era más representativa de las estructuras políticas de Weimar y suplía las necesidades sociales de la nación. Sin embargo, la situación cambiaría a partir de 1933 con la llegada del nazismo.

### Aktion T4

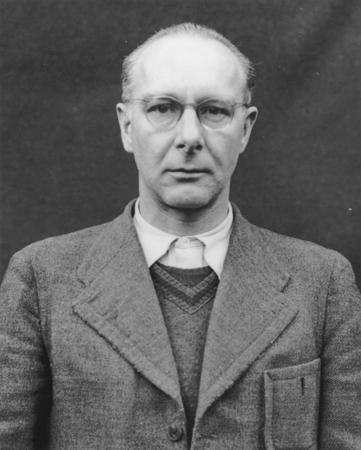
Viktor Brack, encargado de ejecutar el Aktion T4

A primeros de 1939, el Gobierno Nacionalsocialista aprobó el ""Programa de Eutanasia T-4", conocido como "Aktion T4" siendo el psiquiátrico de Hadamar el centro elegido para llevar a cabo el programa como el primero de seis pasos. Con Viktor Brack al frente, empezó una campaña masiva de esterilizaciones de niños [considerados] "no aptos" para reproducirse. Posteriormente, el equipo médico mataba a estos. Tiempo después el programa pasaría a aplicarse a los adultos.
En los ocho primeros meses de la primera fase (de enero a agosto de 1941), 10.072 hombres, mujeres y niños fallecieron asfixiados con monóxido de carbono en una cámara de gas como parte del programa de "eutanasia". El producto con el que fueron gaseados se obtuvo en cilindros de tamaño estándar proporcionados por la compañía química IG Farben. También era frecuente respirar el humo desde cualquier punto de la población, en especial durante el verano de 1941, año en el que se celebró entre el personal médico el gaseamiento del paciente 10.000.
La muerte de las víctimas estaba muy lejos de ser tranquila y humana. Un observador que miró por la mirilla de la puerta de la cámara de gas contó más tarde lo siguiente:

Entre 40 y 50 hombres, estrechamente apretujados en la sala... morían poco a poco. Algunos se echaban en el suelo, otros se mostraban apáticos, muchos mantenían la boca abierta como si no pudiesen tomar más aire. Su forma de morir era tan dolorosa que no se puede hablar de una muerte humana, menos aún si cabe porque era muy posible que muchos de los que morían tuviesen instantes de lucidez sobre lo que les estaba ocurriendo. Estuve observando el procedimiento durante 2 o 3 minutos, luego dejé de hacerlo porque no pude soportar seguir mirando y sentí náuseas.

La muerte 

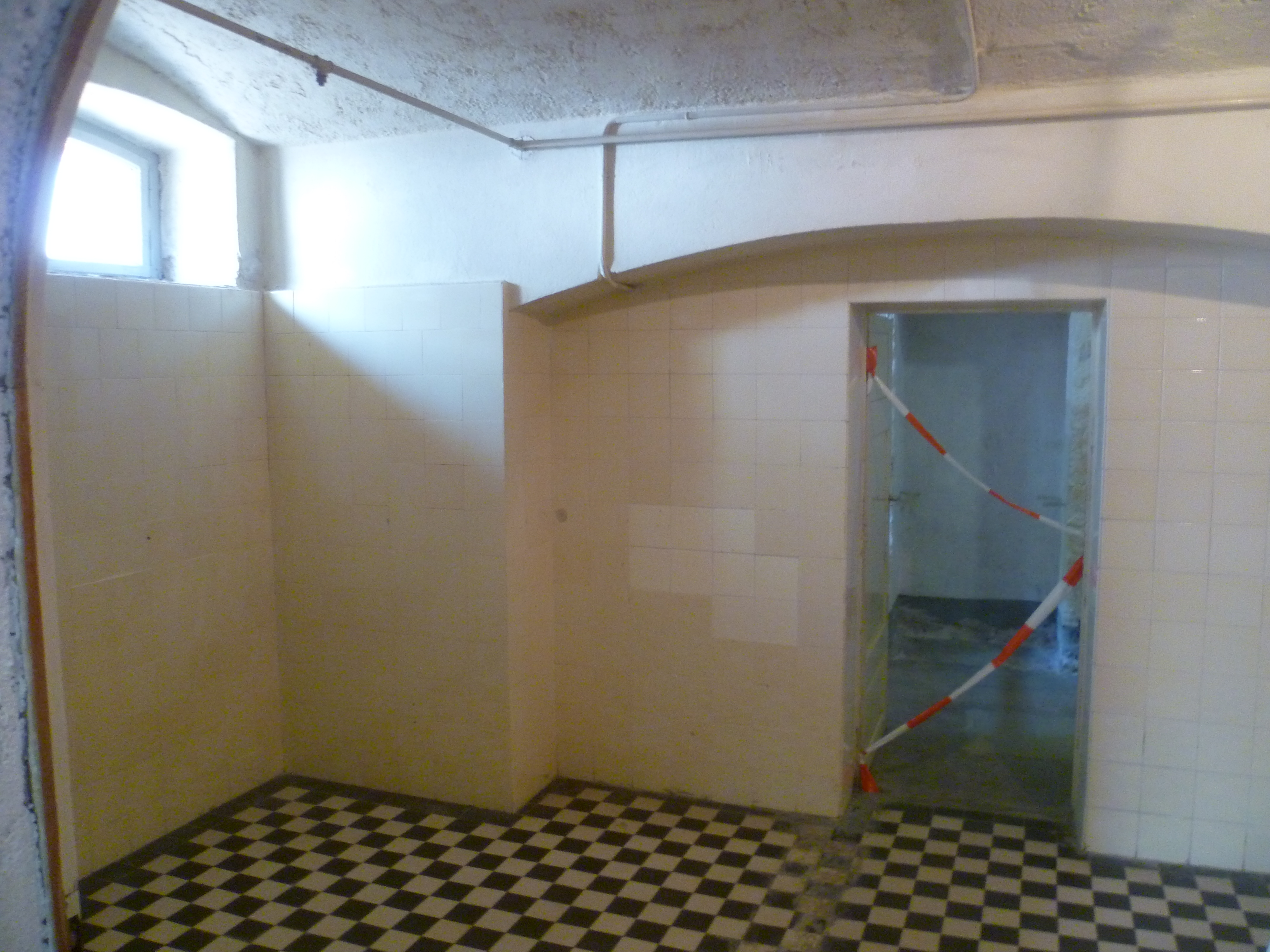
Cámaras de gas

A pesar de las precauciones que se tomaron desde el hospital para ocultar el Aktion T-4, la población era consciente de lo que se realizaba allí. La gente destinada a morir venía por transporte público (tren y autobuses) y aparentemente desaparecían por la parte trasera. Otro detalle era que en los hornos del crematorio solo había espacio para dos cadáveres a la vez y que la cremación era chapucera. Esto provocaba una humareda espesa de olor acre perceptible para la ciudadanía. El obispo Hilfrich de Limburgo llegó a escribir una carta al Ministro de Justicia del Reich en la que indicaba que "algunos niños gastaban bromas a otros, a los cuales les decían: no eres muy listo, vas a ir a los hornos de Hadamar".

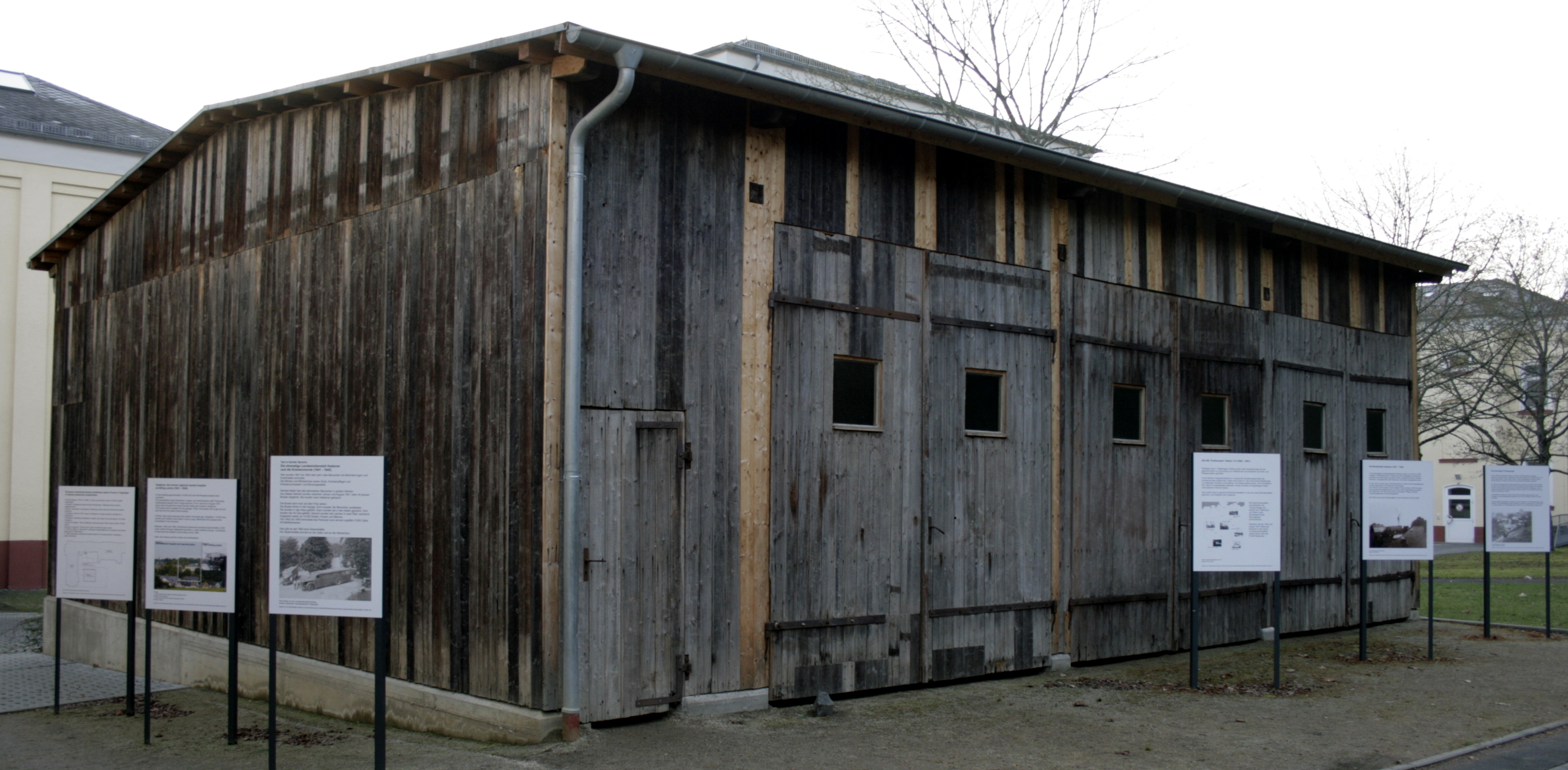
Garaje destinado a los autobuses

A diario llegaban más de cien víctimas en autobuses-postales. Una vez llegaban al centro, se les pedía que se desvistieran para un "chequeo médico". A estos le diagnosticaban una enfermedad de sesenta posibles consideradas "incurables", por lo tanto iban a recibir una "muerte digna". Antes de ser masacrados, a cada uno se le identificaba con pegatinas de colores por categorías: matar, matar y extraer el cerebro para investigaciones futuras, y matar y extraer diente de oro.
A medida que la población era consciente del proceder en el hospital, aumentaba la oposición al programa. Ante estas reacciones, Adolf Hitler anunció en 1941 que se aplazarían las "eutanasias". Sin embargo, las actividades se reanudaron en 1942, en esta ocasión el equipo médico estuvo al mando de la enfermera Irmgard Huber. Entre sus víctimas se encontraban: pacientes alemanes con discapacidades, población anciana con demencia procedentes de las zonas bombardeadas, población infantil con ascendencia judía, esclavos con deficiencias físicas y psíquicas a la par que sus hijos, soldados alemanes y reclutas y voluntarios extranjeros de las Waffen-SS. La mayoría moría por sobredosis mientras que el resto por negligencia deliberada.
El 8 de mayo de 1945 concluyó la II Guerra Mundial en Alemania, sin embargo las instituciones de exterminio nazis continuaron matando a los pacientes, o bien permitirles que mueran de inanición. La última víctima conocida de Hadamar fue un chico de 4 años con discapacidad psíquica en el día 29 de mayo.
A primeros de abril del mismo año, la II División de Infantería estadounidense capturó la localidad, siendo entonces cuando descubrieron la masacre del hospital.
En el presente el hospital sigue en activo como Centro de Psiquiatría Forense. En el lugar se halla un memorial y una exposición relacionada con el exterminio que tuvo lugar en Hadamar.

### Juicios

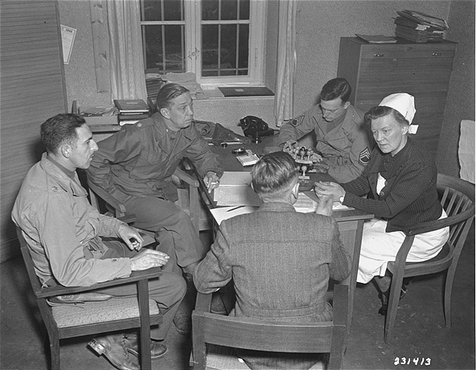
Investigadores de crímenes de guerra interrogan a Irmgard Huber en el Instituto de Hadamar, mayo de 1945

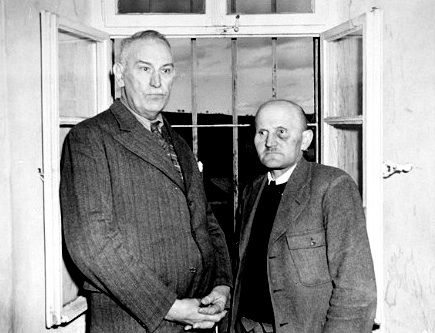
Adolf Wahlmann y Karl Willig tras ser arrestados en 1945

Del 8 a 15 de octubre de 1945 tuvo lugar los juicios de Hadamar, considerado el primer juicio por genocidio en el Sector Estadounidense de la Alemania de la postguerra. En los primeros meses de la ocupación, las fuerzas militares de Estados Unidos organizaron otros procesos judiciales relacionados con las típicas violaciones de las leyes internacionales, sin embargo, fueron los sucesos de Hadamar los que escandalizaron a la sociedad estadounidense.
Las autoridades militares decidieron aceptar la celebración del proceso por crímenes por razones racistas, sociales y de exterminio por las políticas del III Reich. En un principio pretendían juzgar al equipo médico del hospital (médicos, enfermeros y personal administrativo) que mantenían en custodia acusados del asesinato de 15.000 pacientes alemanes. Sin embargo carecían de jurisdicción para procesar a los alemanes del asesinato de sus compatriotas.
Entre las víctimas habían 476 esclavos de origen polaco y soviéticos. Diagnosticados como tuberculosos, fueron trasladados a Hadamar donde serían exterminados en los últimos meses de la guerra. Puesto que estos civiles eran ciudadanos de los países aliados, la fiscalía estadounidense tuvo luz verde para poner en marcha el proceso.
El 15 de octubre de 1945, el fiscal jefe de Estados Unidos: Leon Jaworski consiguió que todos los acusados fueran condenados. El tribunal militar estuvo formado por seis hombres, los cuales fallaron las siguientes sentencias: ejecución en la horca para Alfons Klein (administrador jefe), Heinrich Ruoff y Karl Willig (enfermeros). Adolf Wahlmann (médico jefe) fue condenado a cadena perpetua a causa de su edad avanzada, sin embargo su pena fue conmutada. Dos miembros del equipo administrativo recibieron penas de 35 y 30 años. Irmgard Huber (enfermera) fue condenada a 25 años de prisión.
En diciembre de 1945 los Aliados promulgaron la Ley del Consejo de Control Nº 10 que permitiría incluir el caso como un cargo más de los crímenes contra la humanidad que los alemanes cometieron contra judíos, polacos, gitanos y gente de otros grupos étnicos. Este cargo fue incluido en los Juicios de Núremberg.
En 1946 volvió a estar activo el sistema judicial alemán y el caso les fue transferido a las nuevas autoridades germanas. A primeros de 1947, el tribunal alemán de Frankfurt juzgó a 25 empleados del hospital, incluidos el Dr. Wahlmann y la enfermera Huber por los cargos de asesinato del alrededor de 15.000 pacientes. Aunque algunos vieron incrementadas sus sentencias, otros tantos fueron puestos en libertad en los años 50.